# Shpageeza Cricket League 2024
Das Shpageeza Cricket League 2024 war die neunte Saison des nationalen Twenty20-Cricket-Wettbewerbes in Afghanistan. Das Turnier wurde zwischen dem 12. und 24. August 2024 ausgetragen. Im Finale konnten sich die Amo Sharks gegen den Band-e-Amir Dragons mit 7 Wickets durchsetzen.

## Format
Die fünf Mannschaften spielten in einer Gruppe jeweils jeder gegen jeden zwei Mal. Für einen Sieg gab es zwei Punkte, für ein Unentschieden oder No Result einen und für eine Niederlage keinen Punkt. Die zwei Bestplatzierten jeder Gruppe qualifizierten sich für das Finale.

## Gruppenphase
Tabelle
| Teams               | Sp. | S | N | NR | P  | NRR    |
| ------------------- | --- | - | - | -- | -- | ------ |
| Band-e-Amir Dragons | 8   | 5 | 3 | 0  | 10 | +0.364 |
| Amo Sharks          | 8   | 5 | 3 | 0  | 10 | +0.172 |
| Boost Defenders     | 8   | 4 | 4 | 0  | 8  | +0.215 |
| Mis Ainak Knights   | 8   | 4 | 4 | 0  | 8  | −0.572 |
| Spin Ghar Tigers    | 8   | 2 | 6 | 0  | 4  | −0.247 |

Spiele
| 12. August Scorecard | Kabul | Band-e-Amir Dragons 167-6 (20)          | – | Spin Ghar Tigers 148-9 (20) |
|                      |       | Band-e-Amir Dragons gewinnt mit 19 Runs |   |                             |

| 12. August Scorecard | Kabul | Amo Sharks 151-7 (20)                   | – | Mis Ainak Knights 152-2 (20) |
|                      |       | Mis Ainak Knights gewinnt mit 8 Wickets |   |                              |

| 13. August Scorecard | Kabul | Spin Ghar Tigers 166-7 (20)           | – | Boost Defenders 170-3 (19.2) |
|                      |       | Boost Defenders gewinnt mit 7 Wickets |   |                              |

| 13. August Scorecard | Kabul | Amo Sharks 147-7 (20)                     | – | Band-e-Amir Dragons 148-5 (19.2) |
|                      |       | Band-e-Amir Dragons gewinnt mit 5 Wickets |   |                                  |

| 14. August Scorecard | Kabul | Boost Defenders 179-8 (20) / 13/1 (1)                        | – | Band-e-Amir Dragons 179-8 (20) / 12/1 (1) |
|                      |       | Spiel unentschieden (Boost Defenders gewinnt den Super Over) |   |                                           |

| 14. August Scorecard | Kabul | Spin Ghar Tigers 105 (19.2)             | – | Mis Ainak Knights 108-3 (12.3) |
|                      |       | Mis Ainak Knights gewinnt mit 7 Wickets |   |                                |

| 16. August Scorecard | Kabul | Boost Defenders 145-5 (20)       | – | Amo Sharks 149-4 (17) |
|                      |       | Amo Sharks gewinnt mit 6 Wickets |   |                       |

| 16. August Scorecard | Kabul | Mis Ainak Knights 128-9 (20)          | – | Band-e-Amir Dragons 113-9 (20) |
|                      |       | Mis Ainak Knights gewinnt mit 15 Runs |   |                                |

| 17. August Scorecard | Kabul | Amo Sharks 105 (18.3)                  | – | Spin Ghar Tigers 106-5 (10.4) |
|                      |       | Spin Ghar Tigers gewinnt mit 5 Wickets |   |                               |

| 17. August Scorecard | Kabul | Boost Defenders 167 (19.5)              | – | Mis Ainak Knights 171-2 (18.3) |
|                      |       | Mis Ainak Knights gewinnt mit 8 Wickets |   |                                |

| 18. August Scorecard | Kabul | Amo Sharks 146-8 (20)          | – | Boost Defenders 135-9 (20) |
|                      |       | Amo Sharks gewinnt mit 11 Runs |   |                            |

| 18. August Scorecard | Kabul | Band-e-Amir Dragons 147 (19.5)          | – | Spin Ghar Tigers 134-8 (20) |
|                      |       | Band-e-Amir Dragons gewinnt mit 13 Runs |   |                             |

| 19. August Scorecard | Kabul | Amo Sharks 190-5 (20)          | – | Mis Ainak Knights 165-8 (20) |
|                      |       | Amo Sharks gewinnt mit 25 Runs |   |                              |

| 19. August Scorecard | Kabul | Spin Ghar Tigers 192-6 (20)           | – | Boost Defenders 193-5 (18.5) |
|                      |       | Boost Defenders gewinnt mit 5 Wickets |   |                              |

| 20. August Scorecard | Kabul | Band-e-Amir Dragons 139-4 (20)          | – | Mis Ainak Knights 97 (18.1) |
|                      |       | Band-e-Amir Dragons gewinnt mit 42 Runs |   |                             |

| 20. August Scorecard | Kabul | Amo Sharks 166-3 (17/17)                    | – | Spin Ghar Tigers 112-9 (12/12) |
|                      |       | Amo Sharks gewinnt mit 26 Runs (D/L method) |   |                                |

| 21. August Scorecard | Kabul | Boost Defenders 204-6 (20)          | – | Mis Ainak Knights 122 (18.2) |
|                      |       | Boost Defenders gewinnt mit 82 Runs |   |                              |

| 21. August Scorecard | Kabul | Amo Sharks 201-5 (20)          | – | Band-e-Amir Dragons 182 (19.2) |
|                      |       | Amo Sharks gewinnt mit 19 Runs |   |                                |

| 22. August Scorecard | Kabul | Mis Ainak Knights 125-9 (20)           | – | Spin Ghar Tigers 130-5 (16.5) |
|                      |       | Spin Ghar Tigers gewinnt mit 5 Wickets |   |                               |

| 22. August Scorecard | Kabul | Band-e-Amir Dragons 160-5 (20)          | – | Boost Defenders 148-9 (20) |
|                      |       | Band-e-Amir Dragons gewinnt mit 12 Runs |   |                            |

## Finale
| 24. August Scorecard | Kabul | Band-e-Amir Dragons 178-1 (20)   | – | Amo Sharks 179-3 (18.5) |
|                      |       | Amo Sharks gewinnt mit 7 Wickets |   |                         |